# Liotryphon pronotalis
Liotryphon pronotalis är en stekelart som beskrevs av Dmitriy R. Kasparyan 1985. Liotryphon pronotalis ingår i släktet Liotryphon och familjen brokparasitsteklar. Inga underarter finns listade i Catalogue of Life.